# Vincent Lavoie
Pour les articles homonymes, voir Vincent Lavoie (entrepreneur) et Lavoie.
Vincent Lavoie, né le 25 octobre 1964, est un historien de la photographie québécois, spécialiste des formes contemporaines de l'attestation visuelle. Il est professeur titulaire au département d’histoire de l’art de l’Université du Québec à Montréal. 

## Biographie
Il est détenteur d’un doctorat en esthétique à l’Université Panthéon-Sorbonne (2001) sous la direction d’Yves Michaud. En 2005, il devient professeur au département d’histoire de l’art de l’Université du Québec à Montréal, après avoir été conservateur adjoint au Musée des beaux-arts du Canada (2000-2001) et au Musée McCord (2001-2005). En 2003, Il est également commissaire général de la 8e édition du Mois de la photo à Montréal, Maintenant. Images du temps présent. En 2011, il est nommé lauréat de la Chaire des Amériques de l’Université Rennes 2.
Il est directeur fondateur de la revue savante Captures. Figures, théories et pratiques de l’imaginaire de 2016 à 2019. De 2019 à 2022, il est directeur de Figura, le Centre de recherche sur le texte et l'imaginaire[réf. souhaitée]. 
Ses travaux portent notamment sur le photojournalisme, la presse illustrée et l'iconisation des images, ainsi que sur l'art contemporain et les formes de l'authenticité. Ses recherches plus récentes s'intéressent également aux études animales.